# Opisthoxia sardes
Opisthoxia sardes är en fjärilsart som beskrevs av Druce 1900. Opisthoxia sardes ingår i släktet Opisthoxia och familjen mätare. Inga underarter finns listade i Catalogue of Life.